# 金兰镇 (黔西县)
金兰镇，是中华人民共和国贵州省毕节市黔西市下辖的一个乡镇级行政单位。
2011年12月27日，贵州省人民政府批复同意撤销羊场乡，设置金兰镇，镇人民政府驻金兰社区。

## 行政区划
金兰镇下辖以下地区：
金兰村、新益村、龙山村、双玉村、瓦房寨村、幕栗村、清华村、宝石村、猴场村和双庆村。